# Le Monde
Le Monde is een Frans dagblad dat als een van de belangrijkste van het land wordt beschouwd. In 2013 was de oplage iets meer dan 303.000.
De krant werd in 1944 op verzoek van generaal Charles de Gaulle opgericht, nadat het Duitse leger uit Parijs tijdens de Tweede Wereldoorlog was verdreven. Hubert Beuve-Méry stichtte de krant. De krant nam het formaat over van de krant Le Temps. De eerste editie verscheen op 19 december 1944.
De krant komt in de middag uit en draagt dan reeds de datum van de volgende dag; dit omdat het vroeger meer dan een dag kostte om de krant over heel Frankrijk te distribueren. Buiten Parijs lag de krant dan op de dag dat de editie ook daadwerkelijk was gedateerd in de kiosken, en niet een dag later. Tegenwoordig ligt in alle grote steden de editie van de volgende dag rond het eind van de middag in de kiosken. Sinds 19 december 1995 is Le Monde op internet beschikbaar.
Le Monde richt zich op hoger opgeleide lezers en is gematigd links. De berichtgeving is over het algemeen strikt feitelijk, maar de krant steunde in het verleden openlijk sociaaldemocratische presidentskandidaten als Ségolène Royal, Lionel Jospin, en François Mitterrand. Na de verkiezing van Mitterrand raakte de krant overigens gebrouilleerd met hem, onder andere naar aanleiding van het tot zinken brengen van de Rainbow Warrior. De krant geeft daarnaast relatief veel ruimte aan opinie-artikelen en brieven: dagelijks zo'n 3 tot 4 pagina's, en is daarmee een belangrijk discussieforum voor de Franse politiek.
Sinds 7 april 2022 heeft de website van Le Monde een – zij het minder uitgebreide – Engelse versie.